# پاین گروو، شهرستان آمادور، کالیفرنیا
پاین گروو (به انگلیسی: Pine Grove) یک منطقهٔ مسکونی در ایالات متحده آمریکا است که در شهرستان آمادور، کالیفرنیا واقع شده‌است. پاین گروو ۱۸٫۰۴۹ کیلومتر مربع مساحت و ۲٬۲۱۹ نفر جمعیت دارد و ۷۶۶ متر بالاتر از سطح دریا واقع شده‌است.